# Руснак, Дариус
Дариус Руснак (словац. Dárius Rusnák, род. 2 декабря 1959, в Ружомберок) — чехословацкий хоккеист, нападающий. Чемпион мира 1985 года, серебряный призёр Олимпийских игр 1984 года.

## Биография
Дариус Руснак начал свою карьеру в клубе «Слован Братислава». С 1977 года играл в чемпионате Чехословакии за основную команду, в составе которой стал чемпионом Чехословакии 1979 года. В 1987 году на перешёл в армейскую команду «Дукла Йиглава». Через год вернулся в «Слован». В 1989 году перебрался за границу, в финский клуб «КалПа Куопио», за который выступал на протяжении четырех сезонов.
C 1980 по 1988 год играл за сборную Чехословакии.Участник ЧМЕ 1981-1983, 1985 и 1986 (44 матча, 15 голов), ЗОИ 1984 (7 матчей, 4 гола). розыгрыша Кубка Канады 1981  (6 матчеи, 4 гола). Был многократным призёром Олимпийских игр и чемпионатов мира. Самым главным успехом в карьере стала золотая медаль чемпионата мира 1985 года, проходившего в Чехословакии. Был капитаном чехословацкой сборной на этом турнире.
В 1993 году завершил карьеру.
Сразу после окончания игровой карьеры перешёл на тренерскую работу, став ассистентом главного тренера братиславского «Слована», занимал эту должность два года. Сейчас работает в Словацком хоккейном союзе.

## Достижения
- Чемпион мира 1985
- Серебряный призёр Олимпийских игр 1984
- Серебряный призёр чемпионата мира  1982
- Серебряный призер чемпионата мира и Европы 1983

- Серебряный призер чемпионата Европы 1985

- Бронзовый призёр чемпионата мира и Европы 1981
- Бронзовый призер чемпионата Европы 1982
- Серебряный призер молодежного чемпионата мира 1979
- Чемпион Чехословакии 1979
- Бронзовый призёр чемпионата Чехословакии 1980 и 1988
- Серебряный призер чемпионата Финляндии 1991

## Статистика
- Чемпионат Чехословакии — 436 игр, 186 шайб
- Чемпионат Финляндии — 178 игр, 196 очков (82+114)
- Сборная Чехословакии — 156 игр, 68 шайб[1]
- Всего за карьеру — 770 игр, 336 шайб

## Семья
Его младший сын Ондрей Руснак (род. 25.02.1989 г.) — словацкий хоккеист, центральный нападающий.